# Danh sách phim điện ảnh Hàn Quốc năm 1948–1959
Danh sách các bộ phim được sản xuất tại Hàn Quốc từ tháng 9 năm 1948 đến năm 1959.
| 1948                                                |                              |                              |       |  |
| Daedoshi                                            | Lee jin                      | Kim Ung                      | Drama |  |
| Night Before Independence(독립 전야)                | Choi In-gyu                  |                              |       |  |
| The Prosecutor and the Woman Teacher(검사와 여선생) | Yun Dae-ryong                |                              |       |  |
| Yu Gwan-sun                                         |                              |                              |       |  |
| 1949                                                |                              |                              |       |  |
| Aegukjaui adeul                                     |                              |                              |       |  |
| Baekbeom gukminjang shilgi                          |                              |                              |       |  |
| Breaking the Wall                                   | Han Hyeong-mo                |                              |       |  |
| Hometown of the Heart                               | Yoon Yong-gyu                | Byun Ki-jong                 |       |  |
| Mokdonggwa geumshigye                               |                              |                              |       |  |
| Muneojin sampalseon                                 |                              |                              |       |  |
| Seongbyeokeul ddulgo                                |                              |                              |       |  |
| A Woman's Diary                                     | Hong Seong-ki                |                              |       |  |
| 1950                                                |                              |                              |       |  |
| Woman's Love Story                                  | Shin Kyeong-gyun             |                              |       |  |
| 1951                                                |                              |                              |       |  |
| Righteous Advance                                   | Han Hyeong-mo                |                              |       |  |
| 1952                                                |                              |                              |       |  |
| Evil Night                                          | Shin Sang-ok                 |                              |       |  |
| 1953                                                |                              |                              |       |  |
| The Final Temptation                                | Jeong Chang-hwa              |                              |       |  |
| 1954                                                |                              |                              |       |  |
| Arirang                                             | Lee Kang-cheon               |                              |       |  |
| The Hand of Fate                                    | Han Hyeong-mo                | Yoon In-ja                   |       |  |
| 1955                                                |                              |                              |       |  |
| Box of Death                                        | Kim Ki-young                 | Choi Moo-ryong Kang Hyo-shil |       |  |
| Chunhyang-jeon                                      | Choi Moo-ryong Kang Hyo-shil |                              |       |  |
| Piagol                                              | Lee Kang-cheon               | Noh Kyung-hee                |       |  |
| Sad Story of an Executioner                         | Kim Seong-min                |                              |       |  |
| Widow                                               | Park Nam-ok                  |                              |       |  |
| Yangsan Province                                    | Kim Ki-young                 | Kim Sam-hwa                  |       |  |
| Youth                                               | Shin Sang-ok                 |                              |       |  |

## 1956-1959
| 1956                               |                 |                           |  |                                                      |
| Hyperbola of Youth                 | Han Hyeong-mo   | Hwang Hae                 |  |                                                      |
| Holiday in Seoul                   | Lee Yong-min    |                           |  |                                                      |
| Madame Freedom                     | Han Hyeong-mo   | Kim Jeong-rim             |  |                                                      |
| Touch-Me-Not                       | Kim Ki-young    | Na Gang-hui An Seok-jin   |  |                                                      |
| The Wedding Day                    | Lee Byung-il    | Jo Mi-ryeong              |  |                                                      |
| 1957                               |                 |                           |  |                                                      |
| The Night of Truth                 | Kim Han-il      |                           |  |                                                      |
| The Pagoda With No Shadow          | Shin Sang-ok    |                           |  |                                                      |
| The Palace of Ambition             | Jeong Chang-hwa |                           |  |                                                      |
| Pure Love                          | Han Hyeong-mo   |                           |  |                                                      |
| That Woman's Life                  | Kim Han-il      |                           |  |                                                      |
| Twilight Train                     | Kim Ki-young    | Park Am Do Kum-bong       |  |                                                      |
| A Woman's War                      | Kim Ki-young    | Jo Mi-ryeong Park Am      |  |                                                      |
| 1958                               |                 |                           |  |                                                      |
| Confession of a University Student | Shin Sang-ok    |                           |  |                                                      |
| A Country Girl                     | Park Young-hwan |                           |  |                                                      |
| First Snow                         | Kim Ki-young    | Kim Ji-mee Kim Seung-ho   |  |                                                      |
| A Flower in Hell                   | Shin Sang-ok    | Choi Eun-hee              |  |                                                      |
| Forever With You                   | Yu Hyun-mok     |                           |  |                                                      |
| Free Marriage                      | Lee Byung-il    |                           |  |                                                      |
| The Hill With a Zelkova Tree       | Choi Hoon       |                           |  |                                                      |
| Money                              | Kim So-dong     | Kim Seung-ho              |  |                                                      |
| A Mother's Love                    | Yang Ju-nam     |                           |  |                                                      |
| 1959                               |                 |                           |  |                                                      |
| Defiance of a Teenager             | Kim Ki-young    | Hwang Hae-nam Um Aing-ran |  |                                                      |
| Dongsimcho                         | Shin Sang-ok    |                           |  |                                                      |
| Even the Clouds Are Drifting       | Yu Hyun-mok     |                           |  | Đề cử trong Liên hoan phim Quốc tế Berlin lần thứ 10 |
| Female Executive                   | Han Hyeong-mo   |                           |  |                                                      |
| It's Not Her Sin                   | Shin Sang-ok    |                           |  |                                                      |
| Three Brides                       | Kim Soo-yong    |                           |  |                                                      |

Danh sách này không đầy đủ, bạn cũng có thể giúp mở rộng danh sách.